# Fast Times at Ridgemont High
Fast Times at Ridgemont High (conocida como Aquel excitante curso en España y Picardías estudiantiles en Hispanoamérica) es una película de comedia estadounidense de 1982, dirigida por Amy Heckerling y protagonizada por Sean Penn.

## Sinopsis
Brad Hamilton (Judge Reinhold) es un estudiante de último año en la secundaria Ridgemont High School y espera con ansias su último año escolar. Tiene un trabajo en All-American Burger, casi tiene su Buick LeSabre 1960 pagado, y planea romper con su novia Lisa para estar completamente libre durante el año. Brad, sin embargo, es despedido por amenazar a un cliente. Mientras él trata de decirle a Lisa cuánto la necesita, ella le informa a Brad que quiere romper con él para salir con otros chicos. Brad consigue un trabajo en Captain Hook Fish & Chips, pero renuncia con humillación cuando una hermosa mujer mayor se ríe de él con un disfraz de pirata mientras hace una entrega de comida.
La hermana de Brad, Stacy (Jennifer Jason Leigh), es una estudiante de segundo año de 15 años y es virgen. Ella trabaja en una pizzería en el centro comercial Ridgemont Mall junto a su amiga, Linda Barrett (Phoebe Cates). Una noche en el trabajo, Stacy toma un pedido de Ron Johnson, un vendedor de estéreos de 26 años, que la invita a salir después de que ella le dice que tiene 19. Luego se escapa de su casa para encontrarse con él y pierde su virginidad con él en una caseta en un campo de béisbol. Ella le cuenta a Linda sobre la cita. Linda ofrece consejos a Stacy sobre el asunto, lo que a menudo hace como la más mundana y experimentada de las dos. Ron le envía flores al día siguiente, pero deja de llamar después de noviembre.
A continuación, nos presentan a los compañeros de clase de Stacy y Linda. Mike Damone (Robert Romanus), un sabelotodo que habla sin problemas y que gana dinero tomando apuestas deportivas y revendiendo entradas para conciertos, quien se imagina a sí mismo como un hombre sagaz y mundano. Su mejor amigo tímido pero amable, Mark Ratner (Brian Backer), trabaja como acomodador en el cine frente a la pizzería en el centro comercial. Cuando Mark proclama su amor por Stacy a Mike, Mike le cuenta a Mark sus cinco secretos para recoger chicas. Más tarde, Mike persuade a Mark para que invite a Stacy a salir a un restaurante alemán. Luego, en su casa, Stacy invita a Mark a su habitación, donde miran su álbum de fotos juntos. Comienzan a besarse, pero Mark se va abruptamente después de que Stacy intenta seducirlo. Ella interpreta erróneamente su timidez como falta de interés. Stacy le dice a Linda que no cree que Mark esté interesado pero que le gusta. Después de que él le muestra un pequeño acto de amabilidad, Stacy se interesa por Damone. Finalmente, ella lo invita a nadar en su piscina, lo que los lleva a tener relaciones sexuales en la casa de la piscina durante la cual eyacula muy rápidamente. Brad, que se ha vuelto huraño y retraído desde su ruptura, es atrapado por Linda masturbándose en el baño después de que él la ve en bikini.
Más tarde, Stacy le informa a Damone que está embarazada. Ella le pide que pague la mitad del dinero por un aborto y que la lleve a la clínica, a lo que él acepta. Sin embargo, incapaz de llegar a su mitad a pesar de los intentos de reclamar las deudas de sus negocios, la deja plantada el día del aborto. Brad espera a Stacy fuera de la clínica. Stacy le hace prometer a Brad que no se lo dirá a sus padres, pero no divulga quién la dejó embarazada. Cuando Stacy le dice a Linda que Damone la abandonó y no le pagó la mitad, Linda se enfurece. Al día siguiente, Damone encuentra que tanto su auto como su casillero fueron destrozados como venganza. Mark confronta a Damone por su relación con Stacy. Casi se pelean, pero su maestro de gimnasia los separa.
Jeff Spicoli (Sean Penn) es un fumador y surfista despreocupado que se enfrenta al estricto maestro de historia Sr. Hand (Ray Walston), que es intolerante con el desprecio de Spicoli por las reglas de su clase. Una noche, durante un viaje de placer con su amigo, Spicoli destroza el Chevrolet Camaro Z28 de 1979 del jugador estrella de fútbol americano de Ridgemont, Charles Jefferson (Forest Whitaker). Spicoli cubre el daño haciendo que parezca que el auto fue destrozado por fanáticos del rival deportivo de Ridgemont, Lincoln High. Cuando Ridgemont juega contra Lincoln, Jefferson (furioso por su auto) golpea a varios de los jugadores de Lincoln y gana el juego prácticamente solo. En la noche del baile de graduación, el Sr. Hand aparece en la casa de Spicoli y le informa que, dado que ha perdido ocho horas de clase durante el año, tiene la intención de compensarlo esa noche. Tienen una sesión de historia individual que dura hasta que el Sr. Hand esté satisfecho de que Spicoli haya entendido la lección.
Al final, Mark y Stacy comienzan a salir, y Mark y Damone hacen las paces. Brad toma un trabajo en una tienda y es ascendido a gerente después de frustrar un robo con la ayuda involuntaria de Spicoli.

## Reparto
- Sean Penn como Jeff Spicoli.
- Jennifer Jason Leigh como Stacy Hamilton.
- Judge Reinhold como Brad Hamilton.
- Robert Romanus como Mike Damone.
- Phoebe Cates como Linda Barrett.
- Brian Backer como Mark "Rat" Ratner.
- Ray Walston como el Sr. Hand
- Amanda Wyss como Lisa.
- Forest Whitaker como Charles Jefferson.
- Scott Thomson como Arnold.
- Vincent Schiavelli como Sr. Vargas
- Lana Clarkson como la Sra. Vargas
- Eric Stoltz como Stoner Bud.
- Anthony Edwards como Stoner Bud.
- Nicolas Cage como el amigo de Brad.
- Taylor Negron como el repartidor de pizza.
- James Russo como el ladrón.
- Pamela Springsteen como Dina Phillips.
- Kelli Maroney como Cindy.

## Banda sonora

### Lista de canciones
1. "Somebody's Baby" (Jackson Browne) - 4:05
2. "Moving In Stereo" (The Cars) - 4:44
3. "Waffle Stomp" (Joe Walsh) - 3:40
4. "Love Rules" (Don Henley) - 4:05
5. "Uptown Boys" (Louise Goffin) - 2:45
6. "So Much in Love" (Timothy B. Schmit) - 2:25
7. "Raised on the Radio" (Ravyns) - 3:43
8. "The Look in Your Eyes" (Gerard McMahon) - 4:00
9. "We Got the Beat" (Go-Go's) - 2:11
10. "Don't Be Lonely" (Quarterflash) - 3:18
11. "Never Surrender" (Don Felder) - 4:15
12. "Fast Times (The Best Years of Our Lives)" (Billy Squier) - 3:41
13. "Fast Times at Ridgemont High" (Sammy Hagar) - 3:36
14. "I Don't Know (Spicoli's Theme)" (Jimmy Buffett) - 3:00
15. "Love Is the Reason" (Graham Nash) - 3:31
16. "I'll Leave It up to You" (Poco) - 2:55
17. "Highway Runner" (Donna Summer) - 3:18
18. "Sleeping Angel" (Stevie Nicks) - 3:55
19. "She's My Baby (And She's Outta Control)" (Jost Palmer) - 2:53
20. "Goodbye, Goodbye" (Oingo Boingo) - 4:34

## Crítica
La película tiene un 80% de calificación en el sitio especializado Rotten Tomatoes. Sin embargo, sufrió comentarios negativos por parte de los críticos de la época. Roger Ebert la calificó como "una basura de película", aunque alabó las actuaciones de Leigh, Penn, Cates y Reinhold. Janet Maslin escribió que era "una atractiva comedia adolescente matizada con una nueva perspectiva sobre el tema."